# Rengerberg
Rengerberg ist eine Ortschaft und eine Katastralgemeinde, zugehörig zur Gemeinde Bad Vigaun.

## Geographische Lage
Rengerberg liegt an der südwestlichen Abdachung des Schlenkens in einer Höhe von 1035 m. ü. A. Die Katastralgemeinde Rengerberg ist der östliche Teil der Gemeinde Bad Vigaun und umfasst die Ortschaft Rengerberg und die Ortslagen Egg und Hundstein.
Die Ortschaft ist durch eine ausgebaute Gemeindestraße erreichbar.

## Bildung
Der Betrieb der Volksschule Rengerberg wurde 1975 eingestellt. Somit besuchen jetzt alle Volksschüler, die in der Gemeinde Bad Vigaun wohnen, die Volksschule Bad Vigaun.